# Lichtenberg (Frankfurt (Oder))
Lichtenberg (Anhörenⓘ) ist ein Ortsteil der kreisfreien Stadt Frankfurt (Oder).

## Geographie

### Geographische Lage
Lichtenberg liegt 12 km südwestlich von Frankfurt (Oder) und etwa 98 km östlich von Berlin.

### Nachbargemeinden
Von Norden bis Süden erstrecken sich im Uhrzeigersinn die Ortsteile der Stadt Frankfurt (Oder) Rosengarten/Pagram, Markendorf-Siedlung, Markendorf und Hohenwalde.

## Geschichte
Ein Johannes de Lichtenberg wurde erstmals 1323 urkundlich erwähnt. Die Belehnung der Frankfurter Bürger Lichtenberg erfolgte jedoch nie mit dem gleichnamigen Dorfe. Erwähnung der Kirche von Lichtenberg im Register des Hochstifts Lebus von 1405, es mussten jährlich 4 Talente als Cathedratikum an den Bischof abgeführt werden. 1409 geht Lichtenberg an die Frankfurter Familie Grosse, welche lange Zeit Höfe als Lehnsherren besitzen. Die Dorfkirche auf dem Anger wurde wahrscheinlich in den Hussitenkriegen von 1419 bis 1434 beziehungsweise um 1439 zerstört. Bis 1456 sind mindestens 8 Höfe noch immer wüst, wie man den Lehnsbriefen der Rakow entnehmen kann. Die Herren wechselten noch einige Male, bis Arndt und Heinrich von Röbel zu Biegen, welche auch Rosengarten belehnt hatten, 1572 das Dorf erwerben. Im Folgejahr wird Heinrich alleiniger Besitzer von Lichtenberg. Er erwirbt 1597 die Mühle von Markendorf und lässt diese nach Lichtenberg versetzen. Im gleichen Jahr wird auf seine Veranlassung hin auch eine neue Kirche errichtet.
Während des Dreißigjährigen Krieges liegt das Dorf von 1638 bis etwa 1648 wüst. Nach der erneuten Besiedlung erfolgte 1697 der Einsturz des Kirchturms und ein Wiederaufbau. 1665 gibt es ein Gut im Ort.
1747 leben im Dorf und auf dem Vorwerk 213 Einwohner, die Kirche ist Mutterkirche. Im Siebenjährigen Krieg leidet das Dorf unter erneuten Verwüstungen und Plünderungen, wie die umliegenden Dörfer auch. 1810 erfolgt die Separation an Land und Weide, auf dem Gut erfolgen Besitzwechsel, bis es 1830 von der Familie Selchow erworben wird, diese besaß es mindestens bis 1856. Die Befreiungskriege lassen 1813 russische Truppen durchs Dorf ziehen.
Am 9. Juni 1869 veröffentlicht das Königliche Oberbergamt die Verleihungsurkunde über das Eigentum der Kohlengrube Vergißmeinicht, welche den Abbau von Braunkohle zwischen Rosengarten und Lichtenberg ermöglicht.
1906 wird auf den Resten der Röbelschen Windmühle ein Bismarckturm errichtet. 1912 erfolgt der Unterricht im neu errichteten Küsterschulgehöft. 1915 wird die Freiwillige Feuerwehr gegründet.
Die beiden Weltkriege, welche nun folgen sollen, fordern auch unter den Lichtenbergern ihre Opfer, die Gedenksteine finden sich an der Kirche.
Im April 1945 finden um Lichtenberg die letzten Gefechte statt, am 20. April 1945 wird das Dorf von der Roten Armee eingenommen. Der Ort und die Kirche sind stark zerstört. Als Folge der Bodenreform 1945 wurde der letzte Rittergutbesitzer, Schulz – Rosengarten, enteignet.
Auf Beschluss des Frankfurter Magistrates bildete sich nach einem 1947 erlassenen Gesetz des Landtages der Stadtkreis Frankfurt (Oder) und Lichtenberg wird eingemeindet.
Viele der durch die Bodenreform entstandenen Neubauern und der vorhandenen kleinen Bauern werden 1953 in die LPG Typ I Friedenswacht kollektiviert. Das Ministerium für Land- und Forstwirtschaft stellte für jeden Tiefsitzkarren zur Rübenernte, der in den MTS aus eigenen Mitteln gebaut wird, eine Prämie von 200.-- DM bereit.
1968 erfolgt die Schließung der Schule. Das Gelände der Feuerwehr beherbergt zu Zeiten der DDR Röntgenzüge, von 1990 bis 1993 ist es Standort des THW. Seit 1993 findet sich hier der Feuerwehr Traditionsverein Frankfurt (Oder) zusammen mit der Feuerwehr.
Mit der Wende erfolgt die Umstrukturierung der LPG 1991 zur Agrarprodukte Lichtenberg e.G, Agrargenossenschaft Hohenwalde, Lichtenberg, Rosengarten e.G., Lichtenberger Agrar Gesellschaft mbH & Co. KG. Heute Agrargesellschaft Lichtenberg mbH, eine Milchviehanlage, welche seit 2007 mit einer Biogasanlage arbeitet.

## Kultur und Sehenswürdigkeiten

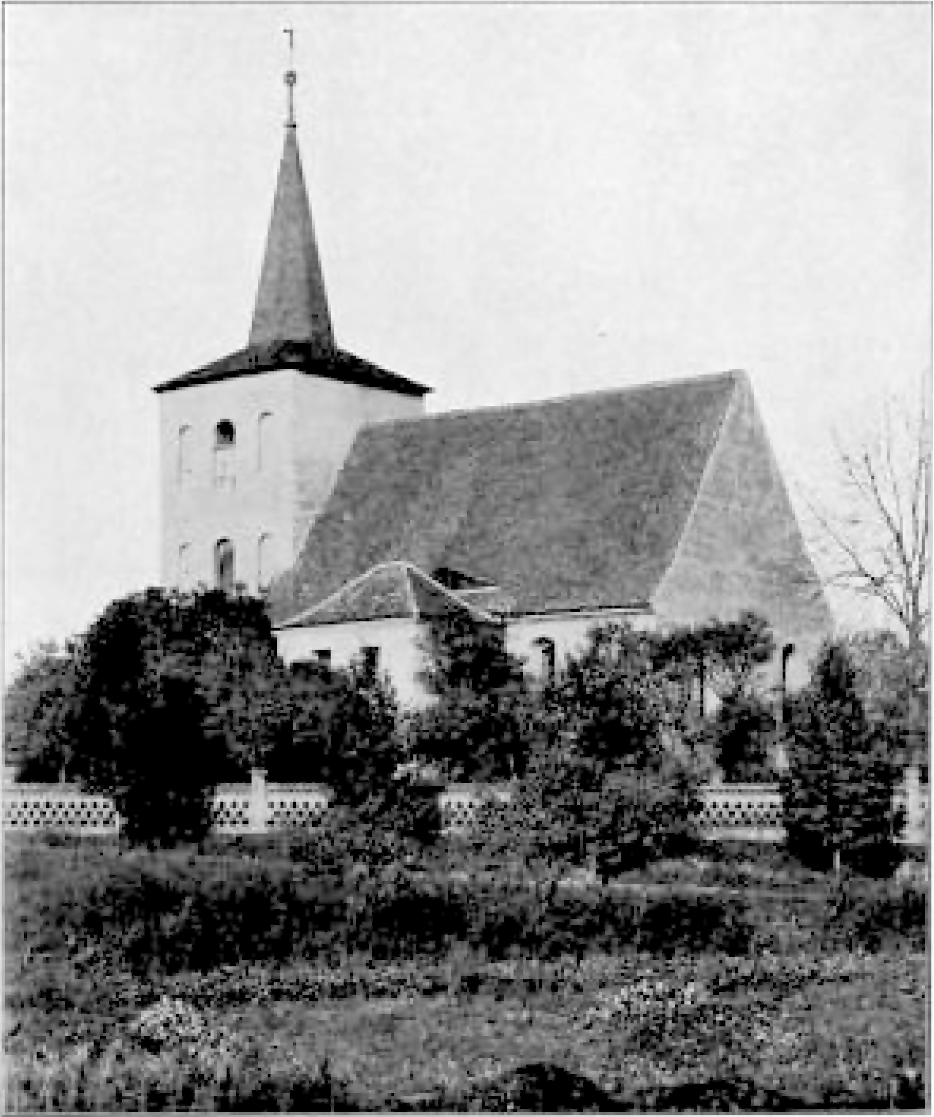
Dorfkirche Lichtenberg vor 1909

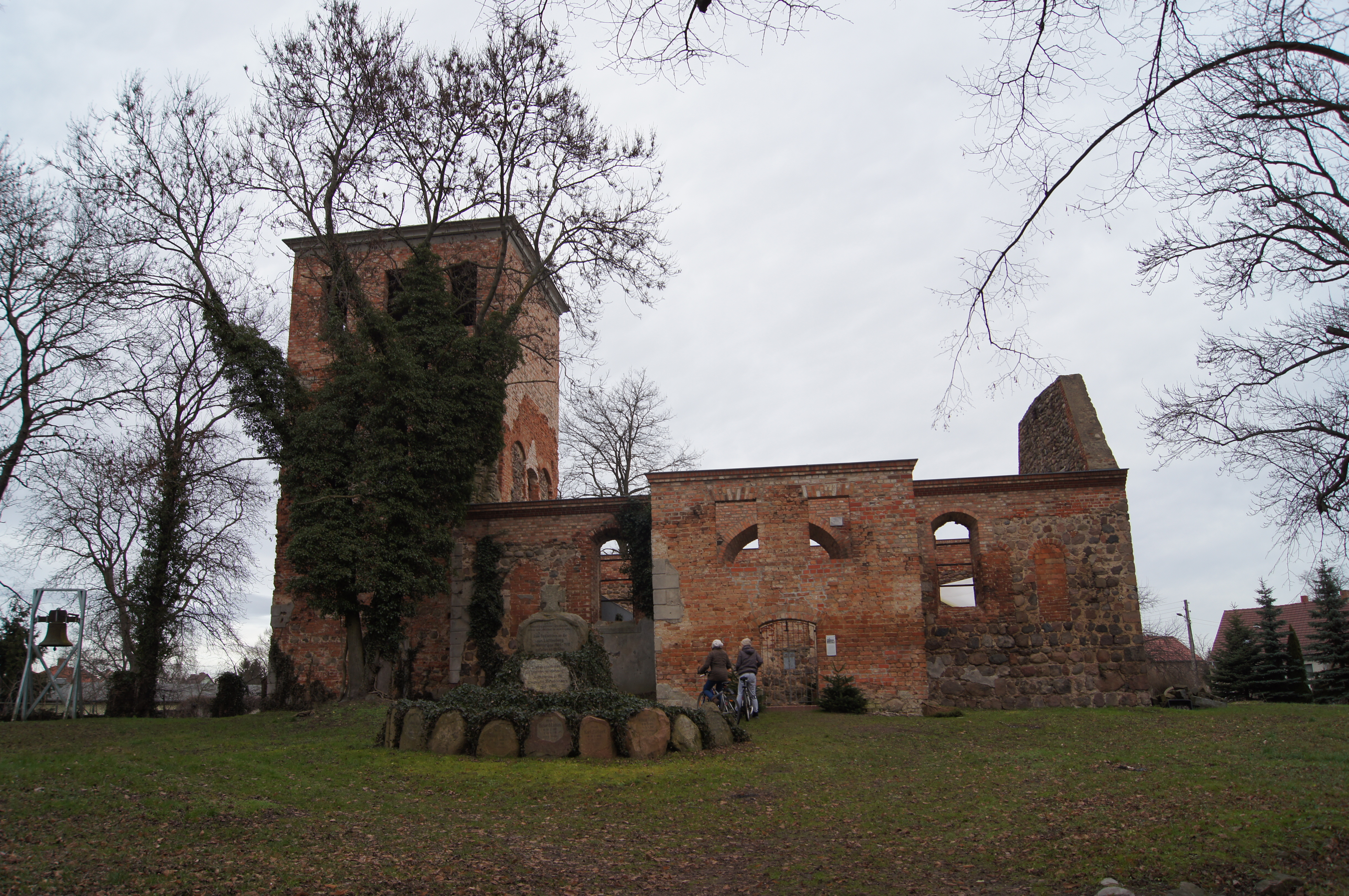
Kirchenruine mit Glocke und Weltkriegsdenkmal 2013

Die frühgotische Kirche, ein Feldsteinbau, wurde 1323 und wieder 1405 urkundlich erwähnt. 1597 erfolgte ein Umbau, bei der der Turm errichtet wurde. Nach der Zerstörung im Dreißigjährigen Krieg wurde das Gebäude von 1697 bis 1699 wieder errichtet. Dabei wurde die Kirche im Barockstil umgebaut. In den 1920er Jahren erhielt der Kirchturm drei stählerne Glocken. Eine der drei Glocken ist in den 1960er Jahren zu Boden gestürzt, blieb aber unversehrt und befindet sich heute in einem 1968 errichteten hölzernen Glockenstuhl neben der Kirche. Sie trägt die Inschrift „Zu Stahl wurde das Erz 1922“.
Nach der Zerstörung im Zweiten Weltkrieg wurde das Trümmergestein zum Wiederaufbau der Häuser im Ort genutzt. Die Kirche wurde von 1945 bis 2000 dem Verfall preisgegeben.
2000 gab es die erste Initiative zur Rettung der Kirchenruine. 2001 begannen die Bewohner die Kirche wieder herzurichten. 2003 erhielt die Sakristei ein neues Dach. Die Mauerkronen des Kirchenschiffs und seiner Anbauten wurden von 2002 bis 2004 gesichert. 2004 und 2005 wurde der Turm saniert. 2006 erfolgte der Einbau des ersten Teils der Turmtreppe und der Empore. 2009 wurde ein Textildach eingezogen, der Fußboden des Altarraums befestigt und der zweite der Teil der Turmtreppe eingebaut. 2010 erfolgten weitere Bauarbeiten im Innenraum. 2011 wurde eine Spendenaktion zur Finanzierung der Turmspitze gestartet.
Alle Baumaßnahmen nach 2000 wurden durch Spenden, Förderungen des Landes Brandenburg sowie durch Unterstützung des Förderkreises Alte Kirchen Berlin-Brandenburg e. V. finanziert. Zusätzlich erbrachten viele Lichtenberger Bürger unentgeltliche Leistungen. Die Kirchenruine ist seit den 2000er Jahren ein kirchlicher und kultureller Veranstaltungsort in dem Freiluftgottesdienste, Benefizkonzerte wie auch Sommerkinoabende stattfinden.

## Bismarckturm

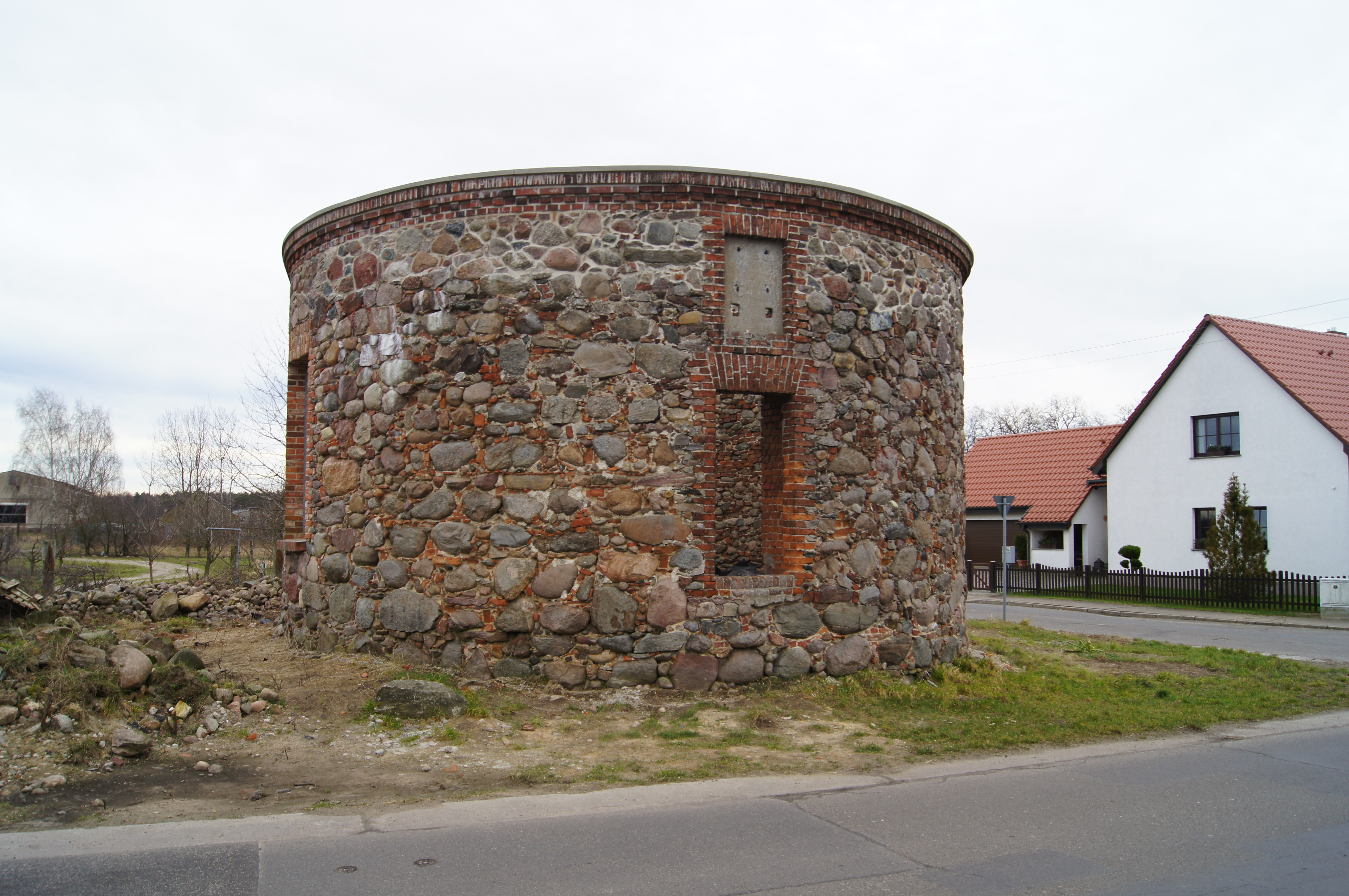
Bismarckturm 2013

Der 1906 auf der Ruine einer Windmühle errichtete Bismarckturm ist mit 5 m Höhe der kleinste Aussichtsturm Deutschlands.

## Wirtschaft und Infrastruktur

### Wirtschaft
Die heutige Wirtschaftsstruktur in Lichtenberg ist gekennzeichnet durch Landwirtschaft. Die ansässigen Unternehmen setzen auf Silomais, aus dem Biogas gewonnen wird. Das in Lichtenberg stehende Ramada-Hotel wird seit dem 21. September 2015 als Durchgangsheim für Flüchtlinge genutzt.

### Verkehr
Lichtenberg liegt an der Bundesautobahn 12, die in Verlängerung der polnischen Autostrada A2 Warschau über Frankfurt (Oder) mit Berlin verbindet. Der Ortsteil wird von der Buslinie 982 aus Frankfurt (Oder) angefahren.